# Voo KLM Cityhopper 433
O voo KLM Cityhopper 433 foi um Saab 340B, prefixado como PH-KSH, que caiu durante um pouso de emergência em 4 de abril de 1994. O voo 433 foi um voo programado de rotina de Amsterdã, nos Países Baixos, para Cardiff, no País de Gales.

## Acidente
O avião decolou de Amsterdã às 12h19, com o capitão Gerrit Lievaart como piloto em comando. Onze minutos após a decolagem, às 12h30, os pilotos receberam um aviso de baixa pressão do óleo no motor número 2. O capitão moveu a alavanca do acelerador naquele motor para a potência mínima, provavelmente para reduzir o risco de danos. No entanto, o medidor de pressão do óleo ainda marcava 50 psi, indicando que o aviso era um alarme falso. A tripulação decidiu então continuar o voo, conforme indicado na lista de verificação. No entanto, o capitão decidiu não aumentar a potência do motor afetado novamente para as configurações de empuxo anteriores, deixando o avião em voo com um único motor de fato. Quando o Saab alcançou o nível de voo 170 (17 000 ft (5 180 m)), a falta de energia impediu que o avião continuasse subindo. A tripulação interpretou erroneamente isso como confirmação de que o motor correto estava falhando e fez uma ligação Pan-Pan solicitando um retorno ao Aeroporto de Schiphol. Na aproximação final, a uma altura de 90 pés, o capitão decidiu fazer um pouso frustrado, pois a velocidade era insuficiente para pousar. Deu o impulso máximo para o motor esquerdo, mas parece que esqueceu o direito, que permaneceu em marcha lenta. Como resultado do impulso assimétrico, o avião começou a inclinar para a direita, levantando o nariz, parando e atingindo o solo a 80 graus de inclinação. Das 24 pessoas a bordo, três morreram - o capitão e dois passageiros. Dos 21 sobreviventes, nove sofreram ferimentos significativos, incluindo o primeiro oficial. Devido à amnésia causada pelo impacto, o copiloto não conseguiu lembrar-se do acidente.

## Aeronave
O avião envolvido era um Saab 340, prefixado PH-KSH, que havia feito seu primeiro voo em 1990.

## Tripulação
O capitão de 37 anos, Gerrit Lievaart, foi contratado pela KLM Cityhopper desde 2 de março de 1992. Tinha um total de 2.605 horas de voo, incluindo 1.214 horas no Saab 340. No entanto, os registros de treinamento mostraram que ele falhou duas vezes nos exercícios de perda de motor e em sua última simulação obteve "abaixo da média", a nota mais baixa de aprovação. Paul Stassen, primeiro oficial de 34 anos, estava na KLM Cityhopper desde 27 de janeiro de 1992. Tinha um total de 1.718 horas de voo, incluindo 1.334 horas no Saab 340.

## Mayday! Desastres Aéreos
Este acidente foi reconstituído na 19ª temporada da série Mayday! Desastres Aéreos, do National Geographic Channel no episódio "Aproximação Fatal" (em Portugal) / Serie de erros (no Brasil).